# بخش مورتنی-او-پرش
بخش مورتنی-او-پرش (به فرانسوی: Arrondissement de Mortagne-au-Perche) یک بخش در فرانسه است که در اورن واقع شده‌است.